# Asfaw Bayou
Asfaw Bayou – etiopski piłkarz grający na pozycji obrońcy. W swojej karierze grał w reprezentacji Etiopii.

## Kariera klubowa
W swojej karierze piłkarskiej Bayou grał w klubie Saint-George SA.

## Kariera reprezentacyjna
W 1976 roku Bayou został powołany do reprezentacji Etiopii na Puchar Narodów Afryki 1976. Wystąpił na nim w dwóch meczach grupowych: z Ugandą (2:0) i z Gwineą (1:2).